# East Montpelier (condado de Washington)
East Montpelier es un lugar designado por el censo ubicado en el condado de Washington en el estado estadounidense de Vermont. En el año 2010 tenía una población de 308 habitantes.

## Geografía
East Montpelier se encuentra ubicado en las coordenadas 44°16′11″N 72°29′12″O / 44.26972, -72.48667.